# 战神星
战神星（28 Bellona）是第28颗被人类发现的小行星，于1854年3月1日发现。战神星的直径为120.9千米，质量为1.9×1018千克，公转周期为1691.362天。
戰神星以羅馬神話的戰爭女神貝羅那命名。